# Sašo Štalekar
Sašo Štalekar (Slovenj Gradec, 3 maggio 1996) è un pallavolista sloveno, centrale dello Charlottenburg.

## Carriera

### Club
Dopo le giovanili in formazioni locali, nella stagione 2015-16 fa il proprio esordio nella pallavolo professionistica, ingaggiato dal Kamnik, dove resta per un quadriennio e conquista due edizioni consecutive della Coppa di Slovenia (2015-16 e 2016-17).
Per la stagione 2019-20 firma un contratto biennale con l'Unterhaching, formazione tedesca impegnata in 1. Bundesliga; a seguito del ritiro del club dal campionato, fa ritorno nella compagine di Kamnik, con cui si aggiudica la sua terza Coppa di Slovenia.
Nella stagione 2021-22 è invece di scena nella Volley League greca, in forza al Panathīnaïkos, dove conquista lo scudetto e la Coppa di Lega, ma già nell'annata successiva torna nella massima serie tedesca, ingaggiato dallo Charlottenburg.

### Nazionale
Dopo aver risposto alle convocazioni in selezione slovena Under-21 nel 2015, a partire dall'anno successivo viene convocato in nazionale maggiore giungendo secondo per due edizioni consecutive (2019 e 2021) al campionato europeo, mentre in quello 2023 conquista il bronzo; nel 2023 vince anche il bronzo alla Coppa del Mondo.

## Palmarès

### Club
- Campionato greco: 1

2021-22
- Coppa di Slovenia: 3

2015-16, 2016-17, 2020-21
- Coppa di Lega: 1

2021-22

### Nazionale (competizioni minori)
- Volleyball Challenger Cup 2019
- Memorial Hubert Wagner 2023